# Bluesky
Bluesky (ibland förkortat Bsky) är en decentraliserad social nätverkstjänst och socialt medium. Den skapades 2019, då som en del av Twitter, och blev oberoende två år senare. Plattformen drivs av Bluesky Social, ett allmännyttigt företag baserat i USA.
Plattformen är byggd på ett decentraliserat socialt nätverksprotokoll, med öppen källkod som i första hand utvecklats av Bluesky. Tjänsten är inriktad på mikrobloggande och har jämförts med Twitter.

## Historik
Bluesky skapades 2019 som ett projekt med decentraliserad inriktning inom mikrobloggplattformen Twitter. Två år senare avknoppades den som ett separat bolag.
Utvecklingen på plattformen accelererades 2022, efter att Elon Musk köpt Twitter och börjat klippa av strängarna mellan de båda plattformarna. I februari 2023 lanserades Bluesky som en tjänst öppen för inbjudna medlemmar, medan helt öppen registrering inleddes i februari året därpå.

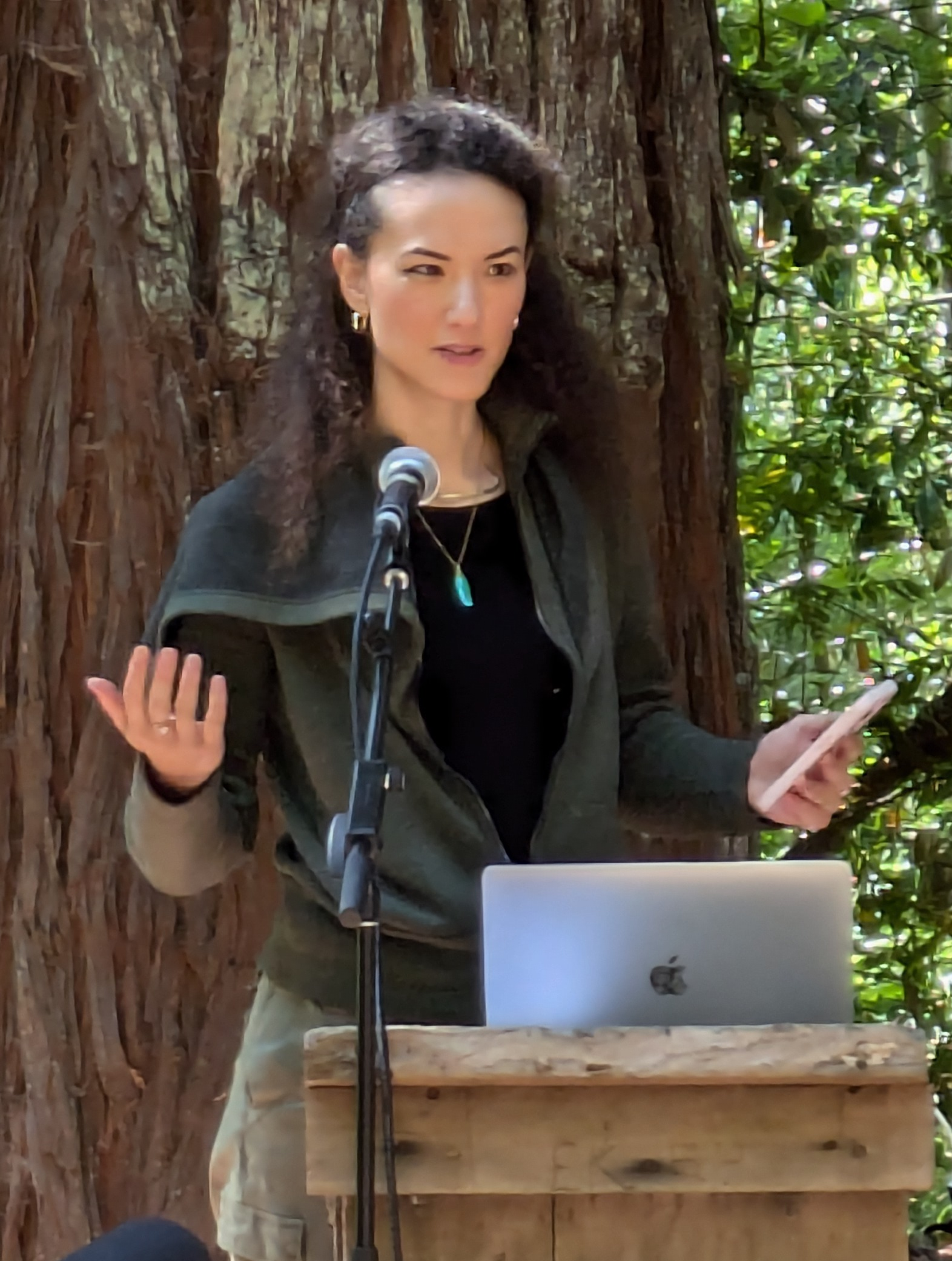
Jay Graber (2024), VD för ägarbolaget Bluesky Social.

I maj 2024 lämnade Jack Dorsey, tidigare VD för Twitter, ledningen för Bluesky. Under hösten 2024 växte plattformen snabbt, och i november samma år nådde den 20 miljoner användare. Bluesky anses ha fått ökad uppmärksamhet och fler användare i samband med Donald Trumps återval till posten som USA:s president och Trumps kopplingar till både Musk och Twitter, en plattform som av många numera ses som alltmer politiserad. Under de tre första veckorna efter presidentvalet ökade Blueskys trafik med 500 procent.
Blueskys storlek kunde så långt jämföras med det hos Twitter/X och det liknande Threads (ägt av Meta), där användarskaran ligger på hundratals miljoner. I mitten av december blev kongressledamoten Alexandria Ocasio-Cortez' användarkonto det första som följdes av mer än 1 miljon användare (oräknat Blueskys eget konto).

## Användarmiljö
Bluesky liknar på många sätt Twitter/X i sin struktur. Användare kan skicka 300 tecken långa texter, bilder och videor i korta meddelanden. En användare kan svara, skicka på nytt, citera och gilla ett meddelande. Även den vertikala meddelandeströmmen påminner om den på Twitter/X. Jack Dorsey har även bekräftat att namnet "Bluesky" är inspirerat av Twitters tidigare fågelmaskot, med hänsyftningen till fri flykt under himlen. Blueskys nuvarande logotyp använder samma ljusblå färg som den fågelmaskoten använde.
Det finns dock vissa grundläggande skillnader mellan plattformarna. Där X har en samlad meddelandeström, kan användarna på Bluesky välja inlägg från tre huvudströmmar, alternativt leta bland mer än 50 000 strömmar som har skapats av olika användare.
Vissa användare har börjat benämna Blueskys meddelanden för skeets, ett teleskopord baserat på sky och tweets, trots VD:n Jay Grabers ogillande av termen. Meddelandena noteras officiellt på engelska som posts (poster, postningar).

## Ekonomi
Hittills – senhösten 2024 – har Bluesky varit en gratistjänst utan betalfunktioner och utan reklam. Inkomsterna till driften och lönerna till de 20 heltidsanställda medarbetarna kom då från investeringar via riskkapital. Ägarbolaget Bluesky Social har planer på att lansera en prenumerationstjänst, där folk kan betala för extratjänster som möjligheten att ladda upp videor i högre upplösning. Den underliggande tekniska plattformen bygger på öppna data, vilket innebär att man inte behöver betala motsvarande licenser för användningen.